# Список претендентов на французский трон

С развитием исторической ситуации во Франции в XVIII—XIX веках и неоднократными сменами форм политической власти (королевство, республика, империя) образовались три основные монархические партии — легитимисты, орлеанисты и бонапартисты, — выступающие за восстановление монархии во Франции, и выдвигающие каждая своего претендента на трон Франции.
В настоящее время претендентом от легитимистов является Луис Альфонсо де Бурбон («Людовик XX»), от орлеанистов — Жан Орлеанский («Иоанн IV»), от бонапартистов — Жан-Кристоф Бонапарт («Наполеон VII»).

## Роялисты
После революции 1789 года и казни короля Людовика XVI сторонники восстановления монархии (роялисты) объявили королём Франции сына казнённого короля, Людовика XVII, после смерти которого право на престол перешло к брату Людовика XVI — графу Прованскому, провозгласившему себя королём Франции Людовиком XVIII. Реставрация Бурбонов 1814 года принесла ему трон Франции, превратив из претендента на трон в реального правителя.
| Портрет       | Претендент                                                    | Период    | Титулы                                   | Примечания                                         |
| ------------- | ------------------------------------------------------------- | --------- | ---------------------------------------- | -------------------------------------------------- |
| Людовик XVII  | «Людовик XVII» Луи-Шарль Французский (27.03.1785 — 8.06.1795) | 1793—1795 | Герцог Нормандский Дофин                 | Сын Людовика XVI.                                  |
| Людовик XVIII | Людовик XVIII (17.11.1755 — 16.09.1824)                       | 1795—1814 | Граф Прованский Король Франции и Наварры | Брат Людовика XVI, правящий монарх в 1814—1824 гг. |

## Легитимисты

### 1830—1883
После июльской революции 1830 года французские роялисты — сторонники свергнутого короля Карла X (легитимисты) признавали право на престол только за старшей ветвью французских Бурбонов (потомков короля Людовика XIV) и выступали за передачу трона «Генриху V», внуку Карла X, считая Луи-Филиппа I узурпатором.
После падения Второй империи легитимисты были наиболее близки к воплощению своей идеи о восстановлении монархии Бурбонов. Национальное собрание, имевшее монархическое большинство, предложило корону графу де Шамбору, однако принципиальность последнего в вопросе государственного знамени привело к пересмотру этого решения — была провозглашена республика. В последующие годы легитимисты и орлеанисты вели переговоры о слиянии этих двух роялистских партий, что привело к признанию бездетным графом де Шамбором своим наследником лидера орлеанистов графа Парижского.
| Портрет     | Претендент                                                 | Период    | Титулы                                | Примечания                           |
| ----------- | ---------------------------------------------------------- | --------- | ------------------------------------- | ------------------------------------ |
| Карл X      | Карл X (9.10.1757 — 6.11.1836)                             | 1830—1836 | Граф д’Артуа Король Франции и Наварры | Правящий монарх в 1824—1830 гг.      |
| Людовик XIX | «Людовик XIX» Луи-Антуан де Бурбон (6.08.1775 — 3.06.1844) | 1836—1844 | Герцог Ангулемский Дофин Граф де Марн | Сын предыдущего.                     |
| Генрих V    | «Генрих V» Анри-Шарль д’Артуа (29.09.1820 — 24.08.1883)    | 1844—1883 | Герцог Бордоский Граф де Шамбор       | Племянник предыдущего, внук Карла X. |

### 1883 — настоящее время
После смерти в 1883 году графа де Шамбора («Генриха V»), бо́льшая часть легитимистов примкнула к орлеанистам и признала право на престол за представителем орлеанской партии. Наиболее консервативная часть легитимистов повернулась в сторону испанских Бурбонов, считая, что отречение Филиппа V (внука Людовика XIV) от прав на французский престол в результате Утрехтского мира не имело юридической силы и тем самым испанские Бурбоны имеют больше прав на трон Франции, чем представители орлеанской ветви Бурбонов. С этого времени представители испанских Бурбонов (потомки короля Карла IV) претендуют на трон Франции.
| Портрет    | Претендент                                                     | Период       | Титулы                                                                                  | Примечания                                                              |
| ---------- | -------------------------------------------------------------- | ------------ | --------------------------------------------------------------------------------------- | ----------------------------------------------------------------------- |
| Иоанн III  | «Иоанн III» Хуан де Бурбон (15.05.1822 — 18.11.1887)           | 1883—1887    | «Граф Монтисон»                                                                         | Прапрапраправнук Людовика XV.                                           |
| Карл XI    | «Карл XI» Карлос де Бурбон (30.03.1848 — 18.07.1909)           | 1887—1909    | «Герцог Мадридский»                                                                     | Сын предыдущего.                                                        |
| Иаков I    | «Иаков I» Хайме де Бурбон (27.06.1870 — 2.10.1931)             | 1909—1931    | «Герцог Мадридский» «Герцог Анжуйский»                                                  | Сын предыдущего.                                                        |
| Карл XII   | «Карл XII» Альфонсо-Карлос де Бурбон (12.09.1849 — 29.09.1936) | 1931—1936    | Герцог Сан-Хайме «Герцог Анжуйский»                                                     | Дядя предыдущего, сын Иоанна III.                                       |
| Альфонс I  | «Альфонс I» Альфонсо XIII де Бурбон (17.05.1886 — 28.02.1941)  | 1936—1941    | Король Испании «Герцог Толедский»                                                       | Двоюродный племянник предыдущего, потомок Людовика XV в восьмом колене. |
| Генрих VI  | «Генрих VI» Хайме де Бурбон (23.06.1908 — 20.03.1975)          | 1941—1975    | Инфант Испании Герцог Сеговии «Герцог Анжуйский» «Герцог Мадридский» «Герцог Толедский» | Сын предыдущего.                                                        |
| Альфонс II | «Альфонс II» Альфонсо де Бурбон (20.04.1936 — 30.01.1989)      | 1975—1989    | «Герцог Бургундский» «Герцог Бурбонский» Герцог Кадисский «Герцог Анжуйский»            | Сын предыдущего.                                                        |
|            | «Людовик XX» Луис-Альфонсо де Бурбон (род. 25.04.1974)         | 1989 — н. в. | «Герцог Бурбонский» «Герцог Анжуйский»                                                  | Сын предыдущего.                                                        |

## Орлеанисты
После революции 1848 года сторонники короля Луи-Филиппа Орлеанского (орлеанисты) выступали за восстановление конституционной монархии во главе с Луи-Филиппом I и его потомками и за признание прав на французский престол за представителями Орлеанского дома, соперничая с легитимистами.
| Портрет       | Претендент                                                                                             | Период       | Титулы                             | Примечания                                          |
| ------------- | --- | ------------ | ---------------------------------- | --------------------------------------------------- |
| Луи-Филипп I  | Луи-Филипп I (6.10.1773 — 26.08.1850)                                                                  | 1848—1850    | Герцог Орлеанский Король французов | Правящий монарх в 1830—1848 гг.                     |
| Луи-Филипп II | «Луи-Филипп II» (до 1883) «Филипп VII» (с 1883) Луи-Филипп-Альберт Орлеанский (24.08.1838 — 8.09.1894) | 1850—1894    | Граф Парижский                     | Внук предыдущего.                                   |
| Филипп VIII   | «Филипп VIII» Луи-Филипп-Роберт Орлеанский (6.02.1869 — 28.03.1926)                                    | 1894—1926    | «Герцог Орлеанский»                | Сын предыдущего.                                    |
| Иоанн III     | «Иоанн III» Жан Орлеанский (4.09.1874 — 25.08.1940)                                                    | 1926—1940    | «Герцог де Гиз»                    | Двоюродный брат предыдущего, правнук Луи-Филлипа I. |
| Генрих VI     | «Генрих VI» Анри Орлеанский (5.07.1908 — 19.06.1999)                                                   | 1940—1999    | «Граф Парижский»                   | Сын предыдущего.                                    |
| Генрих VII    | «Генрих VII» Анри Орлеанский (14.06.1933 — 21.01.2019)                                                 | 1999—2019    | «Граф Парижский»                   | Сын предыдущего.                                    |
|               | «Иоанн IV» Жан Орлеанский (род. 19.05.1965)                                                            | 2019 — н. в. |                                    | Сын предыдущего.                                    |

## Бонапартисты
После смерти Наполеона I партия его сторонников, выступая за восстановление империи, объявила претендентом на императорский трон Франции герцога Рейхштадтского, сына Наполеона I. После его смерти лидером бонапартистов стал племянник Наполеона I, Луи-Шарль Бонапарт, в результате политической борьбы взошедший на престол под именем Наполеона III. В конце XIX века в партии бонапартистов произошёл временный раскол из-за разногласий в выборе главы партии после смерти сына Наполеона III, Наполеона Эжена («Наполеона IV»).
| Портрет        | Претендент                                                     | Период              | Титулы                                                                | Примечания |
| -------------- | -------------------------------------------------------------- | ------------------- | --------------------------------------------------------------------- | --- |
| Наполеон II    | Наполеон II (20.03.1811 — 22.07.1832)                          | 1821—1832           | Принц империи Король Римский Герцог Рейхштадтский Император французов | Сын Наполеона I. |
| Жозеф Бонапарт | Иосиф Жозеф Бонапарт (7.01.1768 — 28.07.1844)                  | 1832—1844           | Король Неаполя Король Испании «Граф де Сюрвилье»                      | Брат Наполеона I. После смерти Наполеона II — глава Дома Бонапартов.                                                                                                   |
| Луи Бонапарт   | Людовик Луи Бонапарт (2.09.1778 — 25.07.1846)                  | 1844—1846           | Король Голландии «Граф де Сен-Лё»                                     | Брат Наполеона I. После смерти брата Жозефа — глава Дома Бонапартов.                                                                                                   |
| Наполеон III   | Наполеон III (20.04.1808 — 9.01.1873)                          | 1846—1852 1870—1873 | «Граф де Пьерфон» Император французов                                 | Племянник Наполеона I, сын Луи Бонапарта. В 1851 году добился своего избрания на пост президента Французской республики. В 1852 году объявил о восстановлении империи. |
| Наполеон IV    | «Наполеон IV» Луи-Наполеон Бонапарт (16.03.1856 — 1.06.1879)   | 1873—1879           | Принц империи «Граф де Пьерфон»                                       | Сын Наполеона III. Погиб на англо-зулусской войне. Своим преемником назначил Наполеона Виктора Бонапарта ("Наполеона V").                                              |
| Наполеон V     | «Наполеон V» Наполеон Виктор Бонапарт (18.07.1862 — 3.05.1926) | 1879—1926           | Принц Наполеон                                                        | Сын Наполеона Жозефа Бонапарта, который до своей смерти (1891) соперничал с сыном за главенство в Доме Бонапартов.                                                     |
| Наполеон VI    | «Наполеон VI» Луи-Наполеон Бонапарт (23.01.1914 — 3.05.1997)   | 1926—1997           | «Граф де Монфор» Принц Наполеон                                       | Сын Наполеона V. |
| Наполеон VII   | «Наполеон VII» Жан-Кристоф Бонапарт (род. 11.07.1986)          | 1997 — н.в.         | Принц Наполеон                                                        | Внук Наполеона VI, сын Шарля Наполеона. |

## Самозванцы
Загадочная смерть Людовика XVII в 1795 году позволила в дальнейшем многим людям заявлять о себе, как о чудесно выжившем дофине и предъявлять претензии на имя и трон Франции. Первым стал Жан-Мари Эрваго, объявивший себя спасшимся дофином в 1798 году. В дальнейшем десятки людей заявляли о своём королевском происхождении, такие как Матюрен Брюно и «барон де Ришмон». Наиболее известным и убедительным из них стал Карл Вильгельм Наундорф, долгое время судившийся за признание его выжившим Людовиком XVII. Его потомки до настоящего времени настаивают на законности претензий на имя Людовика XVII.

## Комментарии
1. ↑  Граф де Шамбор выступал категорически против национального триколора, считая, что символом Франции должно быть королевское знамя Бурбонов — белое с золотыми лилиями.